# Косімідзу Амі
Амі Кошімідзу (яп. 小清水亜美, 15 лютого 1986, Токіо, Японія) — відома японська співачка та акторка сейю.

## Біографія
Працює в озвученні таких жанрів, як: пригоди, аніме, мультфільм. Усього озвучила більш ніж 83 роботи, з 2003 по 2014 рік.

## Найкращі озвучення серіалів
- Spice and Wolf 2
- Psychic Detective Yakumo
- Школа вбивць
- Umineko no Naku Koro ni
- Нелюбимий
- Код Гіас: Повсталий Лелуш

## Ролі

### Аніме

#### 2015
- Prison School — Такеномія Кейт

#### 2014
- Escha&Logy no Atelier — Лінка,
- D-Frag! — Мінамі Осава,
- Saki: Zenkoku Hen — Нодока Харамура,

#### 2013
- Срібний лис — Хівако Фунабасі,
- Kill la Kill — Рюко Матой,
- Devil Survivor 2 The Animation — Хінако Кудзу,
- OreGairu — Саки Кавасакі,
- Hyakka Ryouran: Samurai Bride — Шарль Д'Артаньян,
- Герой при заклятому ворогу — Королева демонів,

#### 2012
- Ермунганд [ТВ-2] — Шоколад,
- Kyoukaisen-jou no Horizon II — Томо Асама,
- Dog Days' — Леонмішель,
- Nakaimo — Ікусу Мідзутані,
- Hyouka — Мідорі Яманісі,
- Ермунганд [ТВ-1] — Шоколад,
- Будні старшокласників — Старша сестра Есітаке,

#### 2011
- Busou Chuugakusei: Basket Army — Токо Наторі,
- Kidou Senshi Gundam Age — Аліса [Asem Arc],
- Персона 4 — Юкіко Амага,
- Kyoukaisen-jou no Horizon — Томо Асама,
- Carnival Phantasm — Карен Гортензія,
- Ня-вампір — Нянпір,
- Яблучне зернятко OVA-2 — Джина,
- Одному лише Богу ведений світ [ТВ-2] — Кусуноки Касуга,
- Dog Days — Леонмішель,
- Eiga Precure All Stars DX3: Mirai ni Todoke! Sekai o Tsunagu Niji-iro no Hana — Хібікі Ходзе/Кьюр Мелоді,
- Suite Precure — Хібікі Ходзе/Кьюр Мелоді,
- Замороження [ТВ-1] — Інгрід,

#### 2010
- Hyakka Ryouran: Samurai Girls — Шарль Д'Артаньян,
- Зоряний гонщик: блискучії Такуто [ТВ] — Кейті Ніті,
- Поштова бджола [ТВ-2] — Арія Линк,
- Штурмові відьми [ТВ-2] — Шарлотта Йегер,
- Omamori Himari — Хаматеяніна,
- Леді проти Дворецького! — Сана Сікікагамі,

#### 2009
- Воскресіння Будди — Саяко Аманокава,
- Поштова бджола [ТВ-1] — Арія Лінк,
- Ring of Gundam — Бьюті,
- Вовчиця і прянощі (другий сезон) — Хоро,
- За велінням неба — Фуміе Котодзука,
- Айка Зеро — Айка Сумерагі,
- Коли плачуть чайки — Роза Усіромія,
- Вовчиця і прянощі OVA — Хоро,
- Еврика 7 (фільм) — Анемоне,
- Saki — Нодока Харамура,
- Tears to Tiara — Лімвріс,
- Хромований Регіос — Шанте Гавкайте
- Sora o Kakeru Shoujo — минтай
- Діва Марія дивиться за вами 4 — Канако Хосокава,

#### 2008
- Zettai Shougeki: Platonic Heart — Емі Даймондз,
- Hells — Кікі,
- Macademi Wasshoi! — Такуто Хасегава,
- Шкільний переполох OVA-2 — Тенма Цукамото,
- Штурмові відьми [ТВ-1] — Шарлотта Йегер,
- Секрети Цубомі — Сая Ендо,
- Монохромний Фактор — Маю Асамура,
- Спецкласах «А» — Тітосе Сайга,
- Код Гіас: Повсталий Лелуш (другий сезон) — Карен Штадтфельд,
- Травень-Отоме OVA-2 — Сифре Фран,
- Вовчиця і прянощі (перший сезон) — Хоро,
- H2O: Сліди на піску — Такума Хіросе,

#### 2007
- Перший Поцілунок — Юмі Хосіно,
- Я;Ти — Нанака Яцусіро,
- Sketchbook: Full Color's — Асака Камія,
- Айка R-16 — Айка Сумерагі,
- Небо — Сае Сакура,
- Боги-машини: Формула гігантів — Евіта Ламберт,
- Ідолмастер Ксеноглоссія — Яеї Такацукі,
- Heroic Age — Утіла,
- Смертоносна принцеса — Мірано Ентолазія/Аліта Форланд,
- Дівчинка-мобіла — Ітіро Місіма,

#### 2006
- Діва Марія дивиться за вами OVA — Канако Хосокава,
- Травень-Отоме OVA-1 — Ніна Вонг,
- Нерівний жереб [ТВ] — Ріцуко Кубель Кеттенкрад,
- Код Гіас: Повсталий Лелуш (перший сезон) — Карен Штадтфельд,
- Дар: Вічна Радуга — Юкарі Камісіро,
- Asatte no Houkou — Котомі Сіодзакі,
- Непереможна рознощиця рамен — Мегумі Канадзумі,
- Божественна сімейка — Тенко,
- Симун — Параетта,
- Шкільний переполох (другий сезон) — Тенма Цукамото,
- Будь ласка, Моя Мелодія 2 — Мікі Сакурадзука,
- Проект Лимонний Ангел — Сая Юкі,

#### 2005
- Шкільний переполох OVA-1 — Тенма Цукамото,
- Кров+ [ТВ] — Мао Дзяхана,
- Травень-Отоме [ТВ] — Ніна Вонг,
- Безсмертний Гран-Прі — Юрі Дзінно,
- Еврика 7 [ТВ] — Анемоне,
- Loveless — Ай,
- Любов близнюків 2 — Суміреко Ічіджу,
- Будь ласка, Моя Мелодія — Мікі Сакурадзука,
- Futari wa Precure Max Heart — Нацуко,

#### 2004
- Любов близнюків — Суміреко Ічіджу,
- Шкільний переполох (перший сезон) — Тенма Цукамото,
- Sweet Valerians — Каноков,
- Дафна: Таємниця сяючих вод — Юкарі Ханаока,

#### 2003
- Школа вбивць [ТВ-1] — Клаес,
- Ashita no Nadja — Надя Епплфілд.

### Змішані ролі

#### 2010
- Omamori Himari — вокал [Beam My Beam]
- Леді проти Дворецьких! — Вокал [LovexHeaven]

#### 2009
- Айка Зеро — вокал [Dream Hunter]
- Айка Зеро — вокал [Flying Kid]
- Saki — вокал [Netsuretsu Kangei Wonderland (еп. 2-6, 8-9, 11-14)]
- Saki — вокал [Shikakui Uchuu de Matteru yo (еп. 15 -)]
- Saki — вокал [Zankoku na Negai no Naka de (еп. 7, 10)]

#### 2008
- Шкільний переполох OVA-2 — вокал [Onna no Ko Otoko no Ko (Tsukamoto Shimai ver.) (Еп. 1)]
- Шкільний переполох OVA-2 — вокал [School Rumble Forever (еп. 2)]
- Штурмові відьми [ТВ-1] — вокал [Bookmark Ahead (еп. 5)]

#### 2007
- Айка R-16 — вокал [Rise]
- Айка R-16 — вокал [Sailing To The Future]
- Дівчинка-мобіла — вокал [Mirai Angel]
- Дівчинка-мобіла — вокал [Rensoku Jet]

#### 2006
- Май-Отоме OVA-1 — вокал [Otome wa Do My Best Deshou? 2007 ver. (еп. 4)]
- Травень-Отоме OVA-1 — вокал [Storm (еп. 2)]
- Нерівний жереб [ТВ] — вокал [Harmonies *]
- Шкільний переполох (другий сезон) — вокал [Futari wa Wasurechau (еп. 17-26)]
- Проект Лимонний Ангел — вокал [Angel Addict]

#### 2005
- Травень-Отоме [ТВ] — вокал [Otome ha DO MY BEST deshou?]

#### 2003
- Ashita no Nadja — вокал [Que Cera, Cera]

### Відеоігри
- «Futakoi» — Суміреку Ічіджу
- «Tales of Legendia» — Фенімор Кселхез, Сіра Велзес
- «Danganronpa 2: Goodbye Despair» — Ібукі Міода[1]

## Дискографія

### CD
2006
- Natural

### DVD
2006
- Present